# 山田幸伸
山田 幸伸（やまだ よしのぶ、1961年2月18日 - ）は、日本の俳優。大阪府大阪市生野区出身。血液型はB型。アフロディーテ所属。

## 来歴
- 1982年、吉本総合芸能学院（NSC）へ第1期生として入る。同期の岡田和幸（現在はチャンバラJr.の1人）と共に、漫才コンビ（コンビ名不明）を結成するも、わずか1年程で解散。
- 1984年、三宅裕司主宰の劇団スーパー・エキセントリック・シアター（SET）へ入団。
- 1985年、SETの第18回目公演『剣はペンより三銃士』でデビュー。
- 1987年、同劇団の岸谷五朗、寺脇康文と共にコントユニット・SET隊を結成。SETの公演内やバラエティー番組、ラジオドラマ内等でコントを披露していた。
- 1990年、『岸谷五朗の東京RADIO CLUB』開始。木曜日レギュラーとして独特の世界を作り上げる。
- 2001年6月、17年間在籍したSETを退団。アミューズも退所。その後は自身のプロデュース公演や他劇団への客演などをはじめ、現在に至る。

## 出演

### 舞台
- ケンジ先生（演劇集団キャラメルボックス　1996年，1998年）
- 嵐になるまで待って（演劇集団キャラメルボックス　1997年）
- スケッチブック・ボイジャー（演劇集団キャラメルボックス　2005年）
- カレッジ・オブ・ザ・ウインド（演劇集団キャラメルボックス　2007年）

### テレビ
- 世にも奇妙な物語　『もう酒ヤ・メ・タ！』（主演：三宅裕司、1991年、フジテレビ系）
- 翔ぶが如く（NHK）
- 塩カルビ（テレビ神奈川）
- ギンザの恋（日本テレビ系）
- タモリのボキャブラ天国（キャッチコピーは第3の男、ナレーションでは岸谷五朗・寺脇康文に続く第3の男と言っている）（フジテレビ系）
- YO!キッズ（テレビ神奈川）
- 追いかけたいの!（フジテレビ系）
- 火曜サスペンス劇場 （日本テレビ系）
  - 「警視庁鑑識班 ネジと花粉とライターの石」
  - 「警部補 佃次郎 ここだけの話」
- 月曜ドラマスペシャル （TBS系）
  - 「ブライダルコーディネーターの事件簿 疑惑の花嫁」
  - 「税務調査官・窓際太郎の事件簿 5」
- 揺れる想い （1995年、TBS系）
- 天までとどけ 5〜8（1996年 - 1999年、TBS系） - 山脇政治 役

### 吹き替え
- アミューズメント・シアター バットマン（1990年、テレビ東京） - その他モブ 役

### 映画
- ビリケン
- 洗濯機は俺にまかせろ
- 死者の学園祭
- 富江 replay
- ホワイトアウト
- TRICK 劇場版
- ゴジラ・モスラ・キングギドラ 大怪獣総攻撃（2001年） - 青木 役[1]
- けん玉
- 福耳
- 星砂の島・私の島
- クリアネス（2008年2月）
- 真夏のオリオン
- オー・ド・ビー
- 聯合艦隊司令長官 山本五十六（2011年）

### CM
- PlayStation 2（2002年夏のキャンペーン）
- グロンサン
- J-PHONE

### バラエティ
- ドーナツ6（1987年10月5日 - 1989年3月31日、TBS）
- SUPER WEEKEND LIVE 土曜深夜族（1988年4月10日 - 1989年2月5日、TBS）
- 三宅裕司のいかすバンド天国（1989年2月11日 - 1990年12月29日、TBS）
- LIVE笑ME（日本テレビ）
- 全員出席!笑うんだってば（1989年10月28日 - 12月23日、日本テレビ）
- とんからりん（1990年4月1日 - 9月30日、日本テレビ）
- 萬金譚ドラドラ（日本テレビ）

### ラジオ
- 三宅裕司のヤングパラダイス（1984年2月6日 - 1990年3月29日、ニッポン放送）
- 岸谷五朗の東京RADIO CLUB（TBSラジオ）